# Andrew Mwesigwa
Andrew Mwesigwa (* 24. April 1984) ist ein ehemaliger ugandischer Fußballspieler.

## Karriere

### Vereinskarriere
Andrew Mwesigwa begann seine aktive Karriere als Fußballspieler beim Villa SC in Uganda. 2006 wurde er vom isländischen Verein ÍBV Vestmannaeyjar nach Europa geholt. 2010 war er beim chinesischen Verein Chongqing Lifan aktiv. 2011 wechselte der Verteidiger zum kasachischen Erstligisten Ordabassy Schymkent.

### International
Ab 2003 stand er im Kader des A-Nationalteam seines Heimatlandes, für das er in 72 Partien sieben Treffer erzielte.

## Erfolge
- Kasachischer Fußballpokalsieger: 2011